# Championnat de Suède de football 2012
Navigation
Championnat de Suède 2011 Championnat de Suède 2013
La saison 2012 d'Allsvenskan est la 88e édition du championnat de Suède de football de première division. Les seize clubs de l'élite s'affrontent à deux reprises, une fois à domicile et une fois à l'extérieur. À l'issue de la compétition, les deux derniers du classement sont relégués en Superettan, tandis que le club classé 14e doit disputer un barrage de promotion-relégation face au 3e de deuxième division. Le champion sortant, Helsingborgs IF, remet son titre en jeu.
À l'issue de la saison c'est l'IF Elfsborg qui remporte son 6e titre national tandis que GAIS, Örebro SK et GIF Sundsvall sont reléguées en Superettan.

## Qualifications européennes
Ligue des champions
À l'issue de la saison, le champion est qualifié pour le deuxième tour préliminaire de la Ligue des Champions 2013-2014. Helsingborgs IF, en tant que champion 2011 dispute donc l'édition 2012-2013.
Ligue Europa
La Suède dispose de trois places pour la Ligue Europa 2012-2013.
- deux places sont attribuées au deuxième et troisième du championnat national.
- une place est attribuée au vainqueur de la Coupe de Suède. Si celui-ci est déjà qualifié pour la Ligue Europa de par son classement en Allsvenskan, une place supplémentaire est attribuée en championnat. Si le vainqueur de la Coupe de Suède est déjà qualifié pour la Ligue des Champions, le finaliste se voit attribuer la place en Ligue Europa. Si le finaliste est lui-même qualifié pour la Ligue Europa via le championnat d'Allsvenskan, la place en Ligue Europa revient au premier non-qualifié en championnat ;

Les deux places attribuées via le championnat sont qualificatives pour les deuxième et troisième tours de qualification de la Ligue Europa. L'ordre est déterminé par la place en championnat. Selon ce modèle, l'AIK Solna est qualifié pour le deuxième et l'IF Elfsborg pour le troisième.
La place attribuée pour le vainqueur de la Coupe est qualificative pour le premier tour de qualification de la Ligue Europa. Helsingborgs IF ayant réalisé le doublé coupe-championnat, la place en Ligue Europa revient au finaliste de la coupe de Suède 2011, à savoir, Kalmar FF.
Contrairement aux trois saisons précédentes, la Suède ne dispose pas pour la saison 2012 d'une place en Ligue Europa au titre du Fair Play. Le championnat suédois ne s'est en effet classé qu'à la sixième place du classement européen du Fair Play. Pour mémoire seuls les trois meilleurs championnats obtiennent une place au titre du Fair Play, cette place étant attribuée à l'équipe ayant remporté le classement interne de chacun de ces trois championnats. Pour 2012, il s'agit de la Norvège, de la Finlande et des Pays-Bas.

## Les 16 clubs participants
| Club            | Classement 2011 | Entraîneur               | Stade                    | Capacité | 1re saison en Allsvenskan | En Allsvenskan depuis |
| --------------- | --------------- | ------------------------ | ------------------------ | -------- | ------------------------- | --------------------- |
| Helsingborgs IF | 1               | Conny Karlsson           | Olympia                  | 17 173   | 1924–25                   | 1993                  |
| AIK Solna       | 2               | Andreas Alm              | Råsunda                  | 36 000   | 1924–25                   | 2006                  |
| IF Elfsborg     | 3               | Magnus Haglund           | Borås Arena              | 16 599   | 1926–27                   | 1997                  |
| Malmö FF        | 4               | Rikard Norling           | Swedbank Stadion         | 21 000   | 1931–32                   | 2001                  |
| GAIS            | 5               | Alexander Axén           | Gamla Ullevi             | 18 000   | 1924–25                   | 2006                  |
| BK Häcken       | 6               | Peter Gerhardsson        | Rambergsvallen           | 8 480    | 1983                      | 2009                  |
| IFK Göteborg    | 7               | Stefan Rehn Jonas Olsson | Gamla Ullevi             | 18 000   | 1924–25                   | 1977                  |
| Kalmar FF       | 8               | Nanne Bergstrand         | Guldfågeln Arena         | 11 800   | 1949–50                   | 2004                  |
| Gefle IF        | 9               | Per Olsson               | Strömvallen              | 7 300    | 1933–34                   | 2005                  |
| Mjällby AIF     | 10              | Peter Swärdh             | Strandvallen             | 8 500    | 1980                      | 2010                  |
| Djurgårdens IF  | 11              | Magnus Pehrsson          | Stockholms Stadion       | 14 417   | 1927–28                   | 2001                  |
| Örebro SK       | 12              | Sixten Boström           | Behrn Arena              | 14 500   | 1946–47                   | 2007                  |
| IFK Norrköping  | 13              | Janne Andersson          | Idrottsparken            | 19,414   | 1924-25                   | 2011                  |
| Syrianska FC    | 14              | Valeri Bondarenko        | Södertälje Fotbollsarena | 8 500    | 2011                      | 2011                  |
| Åtvidabergs FF  | 1 (Superettan)  | Andreas Thomsson         | Kopparvallen             | 8 000    | 1951-1952                 | 2012                  |
| GIF Sundsvall   | 2 (Superettan)  | Sören Åkeby              | Norrporten Arena         | 7 700    | 1965                      | 2012                  |

## Compétition

### Classement
Le classement est calculé avec le barème de points suivant : une victoire vaut trois points, le match nul un. La défaite ne rapporte aucun point.
Critères de départage :
1. plus grande « différence de buts générale » ;
2. plus grand nombre de buts marqués ;
3. plus grande « différence de buts particulière »[2].

| Rang | Équipe              | Pts | J  | G  | N  | P  | Bp | Bc | Diff |
| ---- | ------------------- | --- | -- | -- | -- | -- | -- | -- | ---- |
| 1    | IF Elfsborg         | 59  | 30 | 18 | 5  | 7  | 48 | 29 | +19  |
| 2    | BK Häcken           | 57  | 30 | 17 | 6  | 7  | 67 | 36 | +31  |
| 3    | Malmö FF            | 56  | 30 | 16 | 8  | 6  | 49 | 33 | +16  |
| 4    | AIK                 | 55  | 30 | 15 | 10 | 5  | 41 | 27 | +14  |
| 5    | IFK Norrköping      | 52  | 30 | 15 | 7  | 8  | 50 | 43 | +7   |
| 6    | Helsingborgs IF T S | 50  | 30 | 13 | 11 | 6  | 52 | 33 | +19  |
| 7    | IFK Göteborg C      | 39  | 30 | 9  | 12 | 9  | 36 | 41 | -5   |
| 8    | Åtvidabergs FF P    | 37  | 30 | 9  | 10 | 11 | 48 | 48 | 0    |
| 9    | Djurgårdens IF      | 37  | 30 | 8  | 13 | 9  | 37 | 40 | -3   |
| 10   | Kalmar FF           | 37  | 30 | 10 | 7  | 13 | 36 | 45 | -9   |
| 11   | Gefle IF            | 36  | 30 | 9  | 9  | 12 | 26 | 37 | -11  |
| 12   | Mjällby AIF         | 34  | 30 | 8  | 10 | 12 | 33 | 39 | -6   |
| 13   | Syrianska FC        | 34  | 30 | 9  | 7  | 14 | 35 | 45 | -10  |
| 14   | GIF Sundsvall P     | 29  | 30 | 6  | 11 | 13 | 35 | 46 | -11  |
| 15   | Örebro SK           | 24  | 30 | 5  | 9  | 16 | 32 | 46 | -14  |
| 16   | GAIS                | 12  | 30 | 1  | 9  | 20 | 24 | 61 | -37  |

|  | Qualifié pour le 2e tour de qualification de la Ligue des Champions 2013-2014                                                         |
|  | Qualifié pour le 2e tour de qualification de la Ligue Europa 2013-2014                                                                |
|  | Qualifié pour le 1er tour de qualification de la Ligue Europa 2013-2014                                                               |
|  | Participation au barrage de promotion-relégation                                                                                      |
|  | Relégation en Superettan |
|  | T : Tenant du titre C : Vainqueur de la Coupe de Suède 2012-2013 S : Vainqueur de la Supercoupe de Suède 2012 P : Promu de Superettan |

### Matchs
| Résultats (▼dom., ►ext.)                                   | AIK | BKH | DIF | IFE | GAIS | GIF | GIF | HIF | IFK G | IFK N | KFF | MFF | MAIF | SFC | ÅFF | ÖSK |
| AIK Solna                                                  |     | J   | 1-1 | J   | 1-0  | J   | 1-1 | J   | 1-1   | J     | J   | J   | 0-0  | J   | J   | J   |
| BK Häcken                                                  | J   |     | J   | J   | J    | 3-0 | J   | J   | 1-2   | 6-0   | J   | 5-0 | 4-2  | J   | J   | J   |
| Djurgårdens IF                                             | J   | J   |     | J   | J    | 1-1 | 1-0 | J   | J     | J     | 1-1 | 2-3 | J    | J   | 1-1 | 2-1 |
| IF Elfsborg                                                | 1-0 | 2-0 | 2-1 |     | 2-1  | J   | J   | J   | 1-0   | 2-0   | J   | J   | J    | J   | J   | J   |
| GAIS                                                       | J   | J   | 0-0 | J   |      | J   | 1-2 | J   | J     | 2-0   | J   | J   | 2-2  | J   | J   | J   |
| Gefle IF                                                   | 0-1 | J   | J   | 1-2 | J    |     | 0-0 | J   | J     | 0-2   | J   | J   | J    | 1-1 | J   | 2-1 |
| GIF Sundsvall                                              | J   | J   | J   | J   | J    | J   |     | 0-1 | J     | J     | 0-1 | 1-1 | J    | 4-0 | J   | 3-1 |
| Helsingborgs IF                                            | 0-0 | 3-2 | 1-1 | 2-1 | 1-1  | J   | J   |     | J     | J     | J   | J   | 1-1  | J   | J   | J   |
| IFK Göteborg                                               | J   | J   | J   | J   | 0-0  | J   | 2-0 | J   |       | 1-2   | 1-1 | J   | 2-2  | J   | 2-1 | 2-2 |
| IFK Norrköping                                             | J   | J   | J   | J   | J    | J   | 2-2 | 1-0 | J     |       | J   | 3-2 | J    | 1-4 | 2-2 | 3-0 |
| Kalmar FF                                                  | 1-2 | 3-1 | J   | J   | 2-2  | 0-1 | J   | 1-1 | J     | J     |     | J   | 1-2  | J   | J   | J   |
| Malmö FF                                                   | J   | J   | J   | 1-0 | J    | 0-0 | J   | J   | J     | J     | 2-0 |     | J    | 2-0 | 2-1 | J   |
| Mjällby AIF                                                | J   | J   | 4-3 | J   | J    | J   | J   | J   | 1-1   | J     | J   | 2-2 |      | J   | 2-0 | 0-0 |
| Syrianska FC                                               | 0-1 | 1-2 | J   | 1-4 | 2-0  | J   | J   | J   | 2-1   | J     | J   | J   | 2-1  |     | J   | J   |
| Åtvidabergs FF                                             | J   | 0-3 | J   | J   | 2-1  | 6-1 | J   | 1-2 | J     | J     | J   | J   | J    | 1-0 |     | J   |
| Örebro SK                                                  | 2-2 | J   | J   | 0-2 | J    | J   | J   | 0-0 | J     | J     | 0-1 | J   | J    | J   | 3-4 |     |
| - Victoire à domicile - Match nul - Victoire à l'extérieur |     |     |     |     |      |     |     |     |       |       |     |     |      |     |     |     |

## Statistiques

### Divers
- 24 mars 2012: Après sa victoire 2 - 0 sur l'AIK, Helsingborgs IF devient le premier club à remporter la Super Coupe de Suède 2 années consécutives.

## Bilan de la saison
| Championnat de Suède de football 2012                          |                        |
| Champion                                                       | IF Elfsborg (6e titre) |
| Dauphin                                                        | BK Häcken              |
| Coupes et trophées                                             |                        |
| Vainqueur Coupe de Suède 2012-2013                             | IFK Göteborg           |
| Vainqueur Super Coupe 2012                                     | Helsingborgs IF        |
| Qualifications continentales                                   |                        |
| Ligue des champions de l'UEFA 2013-2014 (2e tour préliminaire) | IF Elfsborg            |
| Ligue Europa 2013-2014                                         | IFK Göteborg           |
| Ligue Europa 2013-2014                                         | BK Häcken              |
| Ligue Europa 2013-2014                                         | Malmö FF               |
| Promotions et relégations                                      |                        |
| Promus en Allsvenskan                                          | Östers IF              |
| Promus en Allsvenskan                                          | IF Brommapojkarna      |
| Promus en Allsvenskan                                          | Halmstads BK           |
| Relégués en Superettan                                         | Örebro SK              |
| Relégués en Superettan                                         | GAIS                   |
| Relégués en Superettan                                         | GIF Sundsvall          |